# Lets voetbalkampioenschap 1923
In 1923 werd het derde voetbalseizoen gespeeld van het landskampioenschap van Letland. Voor het eerst namen er ook clubs van buiten de hoofdstad Riga deel, echter speelden zij in een aparte groep, waarvan enkel de winnaar LNJS uit de stad Liepāja bekend gebleven is. In de finale verloor deze club met zware 4-0 cijfers van Kaiserwald, dat zo voor de derde opéénvolgende keer kampioen werd. 

## Eindstand

### Groep Riga
| Plaats | Club       | Wed. | W | G | V | Saldo | Ptn. |
| ------ | ---------- | ---- | - | - | - | ----- | ---- |
| 1.     | Kaiserwald | 10   | 7 | 2 | 1 | 44-8  | 16   |
| 2.     | RFK        | 10   | 7 | 1 | 2 | 26-11 | 15   |
| 3.     | LSB        | 10   | 5 | 4 | 1 | 19-11 | 14   |
| 4.     | Amatieris  | 10   | 3 | 3 | 4 | 13-21 | 9    |
| 5.     | JKS        | 10   | 1 | 1 | 8 | 13-28 | 3    |
| 6.     | Union      | 10   | 1 | 1 | 8 | 11-47 | 3    |

|  | Kampioen   |
|  | Degradatie |

## Finale
|  |            |       |      |  |
|  | Kaiserwald | 4 – 0 | LNJS |  |
|  |            |       |      |  |

## Kampioen
| 1923. gada Latvijas čempionāts futbolā |
| Letland                                |
| -------------------------------------- |
| KAISERWALD Kampioen (3° titel)         |